# Amygdalops undulatus
Amygdalops undulatus är en tvåvingeart som beskrevs av Rohacek 2004. Amygdalops undulatus ingår i släktet Amygdalops och familjen sumpflugor.
Artens utbredningsområde är Madagaskar. Inga underarter finns listade i Catalogue of Life.